# Pierre de Marca
Pierre de Marca (24. ledna 1594 Gan – 29. června 1662 Paříž) byl francouzský právník, historik, římskokatolický kněz, biskup v Couserans (1642–1652) a arcibiskup v Toulouse (1652–1662). Byl jmenován též arcibiskupem pařížským, ale zemřel ještě před nástupem do funkce.

## Životopis
Pierre de Marca byl původně právník. Byl prezidentem Navarrského parlamentu, od roku 1621 radním ve městě Pau a v letech 1631–1638 soudním intendantem. Když ovdověl, ukončil právnickou činnost a v roce 1642 byl vysvěcen na kněze. Byl jmenován biskupem v Couserans a v roce 1652 arcibiskupem v Toulouse. V roce 1656 byl pověřen účastnit se spolu s biskupem z Orange na smlouvě o úpravě hranic mezi Francií a Španělskem. V roce 1662 byl jmenován arcibiskupem v Paříži, ale zemřel před svým uvedením do úřadu.
V roce 1668 publikoval v Paříži své dílo Marca hispanica sive limes hispanicus, hoc est, Geographica & historica descriptio Cataloniae, Ruscinonis, & circum jacentium populorum, ve kterém zveřejnil mnoho listin zdejších klášterů a panství. Protože mnohé z dokumentů byly v následujících letech zničeny, je jeho dílo významným pramenem pro dějiny oblasti Béarn.